# The Dissent of Man

The Dissent of Man п'ятнадцятий студійний альбом американського панк-рок гурту Bad Religion,  виданий 28 вересня 2010. Це перший альбом за три роки, після релізу New Maps of Hell у 2007. Гурт розпочав написання нового матеріалу у 2008, але не розпочали роботу у студії аж до травня 2010. Процес написання та запису розтягнувся на два роки і часто призупинявся через насичений графік концертів. Альбом нарешті був готовий у червні 2010. Деякі пісні («The Resist Stance», яка раніше з'явилась у 30 Years Live, та оновлена версія «Won't Somebody», яка була в делюкс версії попереднього альбому New Maps of Hell) яку вперше виконали під час туру на честь 30-річчя Bad Religion на початку 2010.

## Відгуки
The Dissent of Man дебютував на #35 позиції у чарті Billboard 200 та на #6 у Billboard Independent Albums chart.
Перший сингл альбому «The Devil in Stitches» отримав значний успіх у чартах, досягнувши #39 позиції на Hot Modern Rock Tracks, а також #38 позиції у Rock Songs chart.

## Список композицій
| #     | Назва                            | Автор   | Тривалість |
| ----- | -------------------------------- | ------- | ---------- |
| 1.    | «The Day That the Earth Stalled» | Граффін | 1:23       |
| 2.    | «Only Rain»                      | Гуревич | 2:43       |
| 3.    | «The Resist Stance»              | Граффін | 2:32       |
| 4.    | «Won't Somebody»                 | Гуревич | 2:42       |
| 5.    | «The Devil in Stitches»          | Гуревич | 3:28       |
| 6.    | «Pride and the Pallor»           | Граффін | 2:56       |
| 7.    | «Wrong Way Kids»                 | Гуревич | 2:43       |
| 8.    | «Meeting of the Minds»           | Граффін | 2:06       |
| 9.    | «Someone to Believe»             | Граффін | 2:38       |
| 10.   | «Avalon»                         | Граффін | 3:28       |
| 11.   | «Cyanide»                        | Гуревич | 3:55       |
| 12.   | «Turn Your Back on Me»           | Гуревич | 2:24       |
| 13.   | «Ad Hominem»                     | Граффін | 3:27       |
| 14.   | «Where the Fun Is»               | Гуревич | 3:04       |
| 15.   | «I Won't Say Anything»           | Гуревич | 3:22       |
| 42:59 |                                  |         |            |

Бонусні треки
| Deluxe digital download tracks | Deluxe digital download tracks | Deluxe digital download tracks | Deluxe digital download tracks |
| #                              | Назва                          | Автор                          | Тривалість                     |
| ------------------------------ | ------------------------------ | ------------------------------ | ------------------------------ |
| 16.                            | «Finite»                       | Граффін                        | 3:51                           |
| 17.                            | «Best for You» (Live)          | Граффін                        | 2:09                           |
| 18.                            | «Pessimistic Lines» (Live)     | Граффін                        | 1:15                           |
| 19.                            | «How Much Is Enough?» (Live)   | Гуревич                        | 1:33                           |
| 20.                            | «Generator» (Live)             | Гуревич                        | 3:36                           |

## Учасники запису
- Грег Граффін — вокал
- Бретт Гуревич — гітара, бек-вокал
- Браян Бейкер – гітара, бек-вокал
- Грег Гетсон — гітара
- Джей Бентлі – бас-гітара, бек-вокал
- Брукс Вакерман — ударні
- Джо Барресі — продюсер
- Майк Кемпбелл — гітара у «Cyanide»
- Гевін Касвелл — гітарний технік
- Майк Фасано — технік ударної установки